# Deutsche Fußballmeisterschaft der B-Juniorinnen 2008/09
Die deutsche Fußballmeisterschaft der B-Juniorinnen 2009 war die zehnte Auflage dieses Wettbewerbes. Meister wurde der 1. FFC Turbine Potsdam, der im Finale den FCR 2001 Duisburg mit 6:5 nach Elfmeterschießen besiegte und somit zum zweiten Mal in Folge und zum siebten Mal insgesamt den wichtigsten Titel des Juniorinnenfußballs in Deutschland gewinnen konnte.

## Teilnehmende Mannschaften
Für die Endrunde qualifizierten sich die Sieger der fünf Meisterschaftswettbewerbe der Regionalverbände des Deutschen Fußball-Bundes sowie die Zweitplatzierten der Wettbewerbe des nordostdeutschen, des süddeutschen und des westdeutschen Regionalverbandes.
| Regionalverband Nord | Regionalverband Nordost                    | Regionalverband Süd                    | Regionalverband Südwest | Regionalverband West                     |
| - SV Werder Bremen   | - 1. FFC Turbine Potsdam - Leipziger FC 07 | - FC Bayern München - VfL Sindelfingen | - 1. FC Saarbrücken     | - SG Wattenscheid 09 - FCR 2001 Duisburg |

## Spielergebnisse

### Gruppenspiele

#### Gruppe A
| Pl. | Verein                 | Sp. | S | U | N | Tore    | Diff. | Punkte |
| --- | ---------------------- | --- | - | - | - | ------- | ----- | ------ |
| 1.  | 1. FFC Turbine Potsdam | 3   | 3 | 0 | 0 | 005:200 | +3    | 09     |
| 2.  | FC Bayern München      | 3   | 1 | 1 | 1 | 005:300 | +2    | 04     |
| 3.  | SG Wattenscheid 09     | 3   | 1 | 1 | 1 | 004:300 | +1    | 04     |
| 4.  | 1. FC Saarbrücken      | 3   | 0 | 0 | 3 | 004:100 | −6    | 0      |

|                                           |   |                        |           |
| 5. Juni 2009, Sportforum Hohenschönhausen |   |                        |           |
| SG Wattenscheid 09                        | – | 1. FFC Turbine Potsdam | 0:1 (0:0) |
| FC Bayern München                         | – | 1. FC Saarbrücken      | 4:1 (2:0) |
| 6. Juni 2009, Sportforum Hohenschönhausen |   |                        |           |
| SG Wattenscheid 09                        | – | FC Bayern München      | 1:1 (0:1) |
| 1. FFC Turbine Potsdam                    | – | 1. FC Saarbrücken      | 3:2 (3:0) |
| 7. Juni 2009, Sportforum Hohenschönhausen |   |                        |           |
| 1. FC Saarbrücken                         | – | SG Wattenscheid 09     | 1:3 (1:2) |
| 1. FFC Turbine Potsdam                    | – | FC Bayern München      | 1:0 (1:0) |

#### Gruppe B
| Pl. | Verein            | Sp. | S | U | N | Tore    | Diff. | Punkte |
| --- | ----------------- | --- | - | - | - | ------- | ----- | ------ |
| 1.  | FCR 2001 Duisburg | 3   | 3 | 0 | 0 | 011:000 | +11   | 09     |
| 2.  | VfL Sindelfingen  | 3   | 1 | 1 | 1 | 006:300 | +3    | 04     |
| 3.  | Leipziger FC 07   | 3   | 1 | 1 | 1 | 006:600 | ±0    | 04     |
| 4.  | Werder Bremen     | 3   | 0 | 0 | 3 | 001:150 | −14   | 0      |

|                   |   |                   |           |
| 5. Juni 2009      |   |                   |           |
| FCR 2001 Duisburg | – | VfL Sindelfingen  | 2:0 (0:0) |
| Werder Bremen     | – | Leipziger FC 07   | 1:5 (1:3) |
| 6. Juni 2009      |   |                   |           |
| FCR 2001 Duisburg | – | Werder Bremen     | 5:0 (2:0) |
| VfL Sindelfingen  | – | Leipziger FC 07   | 1:1 (0:1) |
| 7. Juni 2009      |   |                   |           |
| Leipziger FC 07   | – | FCR 2001 Duisburg | 0:4 (0:1) |
| VfL Sindelfingen  | – | Werder Bremen     | 5:0 (1:0) |

### Finale
| Paarung                | FCR 2001 Duisburg – 1. FFC Turbine Potsdam |
| Ergebnis               | 1:1 n.V (1:1, 1:0), 4:5 i.E |
| Datum                  | 14. Juni 2009 um 11:00 Uhr |
| Stadion                | Leichtathletikstadion am Kalkweg, Duisburg |
| Zuschauer              | 725 |
| Schiedsrichterin       | Christina Jaworek (Rötsweiler) |
| Tore                   | 1:0 Valentina Oppedisado (26.) 1:1 Maria Mack (60.) Elfmeterschießen: 1:0 Gülhije Cengiz 1:1 Jalila Dalaf ---- Anna Felicitas Sarholz hält gegen Luisa Wensing ---- Judith Bast verschießt 2:1 Valentina Oppedisado 2:2 Sandra Wiegand 3:2 Jenny Kupzig 3:3 Jennifer Cramer 4:3 Eunice Beckmann 4:4 Maria Mack ---- Anna Felicitas Sarholz hält gegen Lisa Klos 4:5 Anna Felicitas Sarholz |
| FCR 2001 Duisburg      | Lisa Klos – Alice Hellfeier, Isabel Hochstein, Luisa Wensing – Frauke Fleischer, Melanie Heep, Eunice Beckmann, Gülhiye Cengiz, Angela Buil (62. Joana Zugehör) – Valentina Oppedisano, Jenny Kupzig Cheftrainerin: Petra Hauser |
| 1. FFC Turbine Potsdam | Anna Felicitas Sarholz – Josefine Hollop, Jennifer Lüdicke, Maria Mack, Sandra Wiegand – Judith Bast, Jennifer Cramer, Karoline Heinze (59. Jalila Dalaf), Felicitas Mayr – Lyn Meyer, Sandra Starke Cheftrainer: Sven Weigang |
| Gelbe Karten           | Frauke Fleischer – Jennifer Cramer, Josefine Hollop |